# أدلان عبد الرشيدوف
أدلان عبد الرشيدوف (بالروسية: Абдурашидов, Адлан)‏ (مواليد 31 يوليو 1990) هو ملاكم روسي، مثّل بلاده في الألعاب الأولمبية الصيفية 2016.

## وصلات خارجية
أدلان عبد الرشيدوف على موقع اللجنة الأولمبية الدولية (الإنجليزية)
- أدلان عبد الرشيدوف على موقع أوليمبيديا (الإنجليزية)